# 新光製糖
新光製糖株式会社（しんこうせいとう、英: Shinko Sugar Co., Ltd.）は、大阪府大阪市城東区今福西に本社を置いていた製糖会社。精製糖と氷砂糖の両方を製造販売する日本国内唯一のメーカーであり、「アサヒ印」ブランドの家庭用氷砂糖のシェアは約20%で国内2位を占めていた。
2011年に日新製糖と持株会社を設立し経営統合。2013年には持株会社に吸収合併され、解散した。現在はウェルネオシュガーの一部。

## 主力製品・事業
- 精製糖
- 氷砂糖
- 液糖

## 主要事業所
- 本社 - 大阪府大阪市城東区今福西6-8-19
- 東京事務所 - 東京都中央区日本橋3丁目4番15号(八重洲通ビル9階)

## 沿革
- 1944年6月 - 日本で唯一の氷砂糖会社として合同氷糖株式会社設立。
- 1947年11月 - 新光氷糖株式会社に名称変更。
- 1951年5月 - 新光製糖株式会社に名称変更。
- 1952年11月 - 大阪証券取引所第1部に上場。
- 1961年10月 - 東京証券取引所第2部に上場。
- 1961年11月 - 東京証券取引所第1部に指定替え。
- 1963年1月 - 朝日開発株式会社を吸収合併。
- 1963年3月 - 東京証券取引所第1部より廃止。
- 1964年10月 - 大阪証券取引所第2部に指定替え。
- 1964年12月 - 鹿児島事業部を分離して新光糖業株式会社を設立。
- 1978年10月 - 大阪証券取引所第2部より廃止、ジャスダックに上場。
- 2011年10月 - 日新製糖株式会社と共同株式移転により「日新製糖ホールディングス株式会社」を設立。同社の完全子会社となり9月に上場廃止。「日新製糖ホールディングス株式会社」が東京証券取引所第2部に新規上場（会社コード2117）。
- 2013年4月 - 「日新製糖ホールディングス株式会社」が当社と日新製糖株式会社を吸収合併し、日新製糖株式会社に商号変更。

## 主要関係会社

### 国内グループ企業
- 朝日物産
- 新光糖業

### 関係企業
- 日新製糖

## ギャラリー
大阪港まで運ばれた原料糖ははしけに積み替えられて大阪市内の河川（安治川、堂島川、大川、寝屋川）を遡って城北川に面した大阪市内の本社・工場へ搬入されている。
- 城北川に面した大阪市内の本社・工場裏の荷卸し施設と原料糖を運搬するはしけと荷卸し中の光景

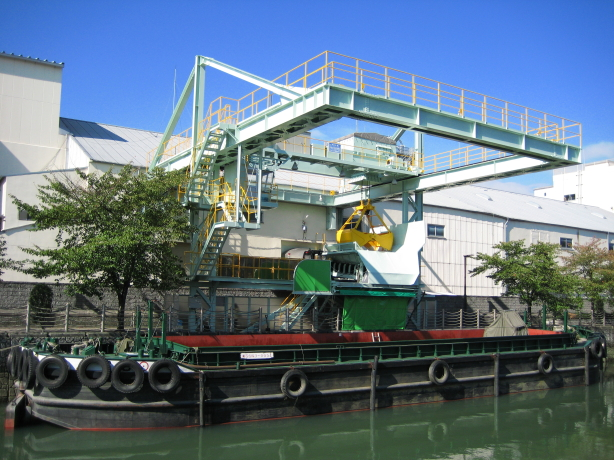
本社工場の裏にある荷卸し施設と城北川に係留されている原料糖を運搬するはしけ
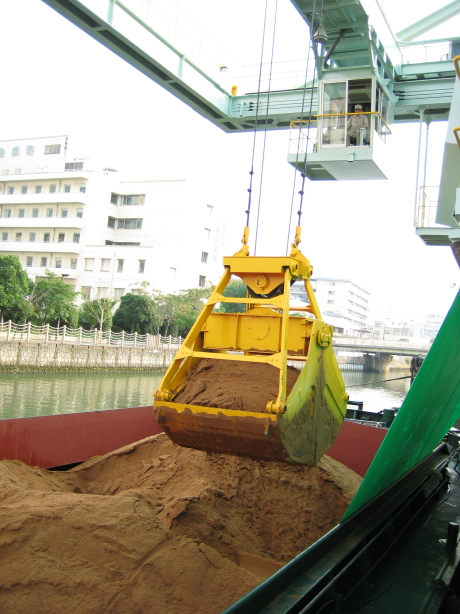
はしけから原料糖を荷卸し中の光景